# Alto Jagüé
Alto Jagüé es una localidad argentina ubicada en el Departamento Vinchina de la Provincia de La Rioja. Se encuentra sobre la Ruta Nacional 76, 40 km al oeste de Villa San José de Vinchina.
El templo católico de la Virgen de Andacollo es uno de los atractivos turísticos del departamento, además de ser el último punto poblado antes de la reserva de Laguna Brava. Su calle principal tiene la particularidad de convertirse en un río durante las lluvias, las cuales fueron socavando hasta dejar barrancos de entre 2 y 4 metros entre el nivel de las casas y la calle. Es recorrida por el río Bonete, y en sus márgenes se practica la agricultura y ganadería ovina.
El patrono del pueblo es San Pedro, con su capilla al ingreso del Pueblo. La capilla original se encuentra en estado de ruina actualmente, pero durante más dos siglos ha resultado ser el principal oratorio de Alto Jagüé.  Por alguna causa, ha caído en desuso probablemente eclipsado por el arribo de un nuevo culto al pueblo, La Virgen de Andacollo. 
La Iglesia de San Pedro en Alto Jagüé desde su elemento base de construcción, el adobe, se analiza su implicancia social y su proyección histórico-cultural en los habitantes de este pueblo de frontera. 

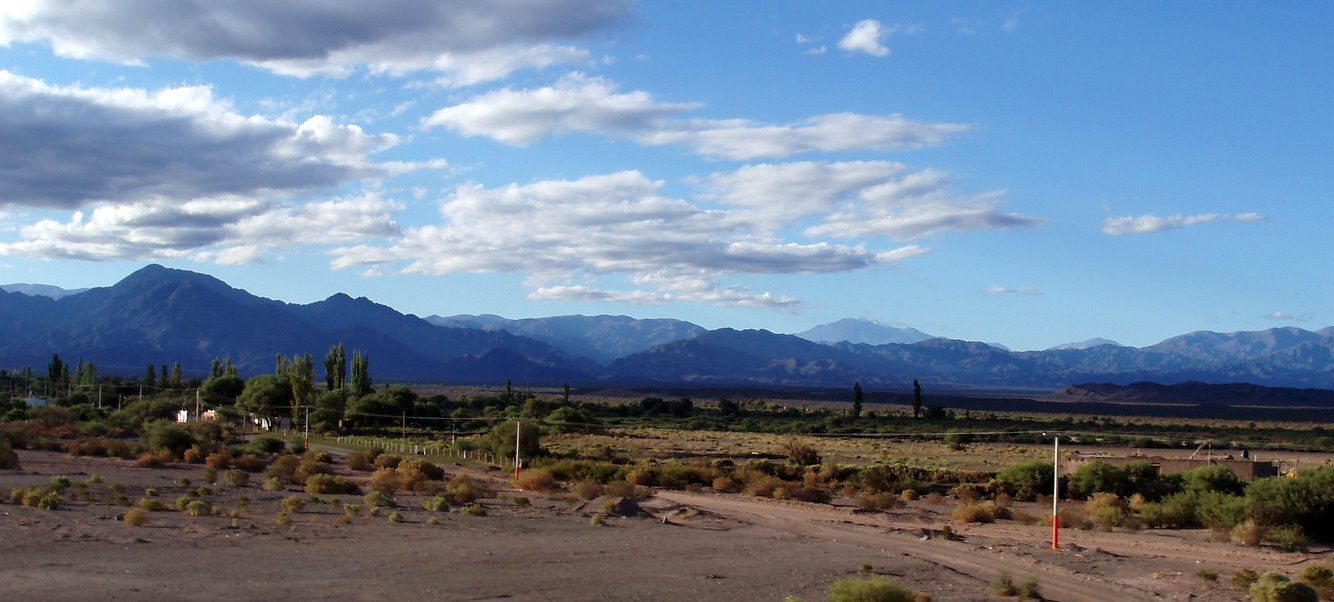
Alto Jagüé, en el Valle del Bermejo, al pie de la cordillera

## Sismicidad
La sismicidad de la región de La Rioja es frecuente y de intensidad baja, y un silencio sísmico de terremotos medios a graves cada 30 años en áreas aleatorias. Sus últimas expresiones se produjeron:
- 12 de abril de 1899 (125 años), a las 16.10 UTC-3 con 6,4 Richter; como en toda localidad sísmica, aún con un silencio sísmico corto, se olvida la historia de otros movimientos sísmicos regionales (terremoto de La Rioja de 1899)
- 24 de octubre de 1957 (67 años), a las 22.07 UTC-3 con 6,0 Richter (terremoto de Villa Castelli de 1957): además de la gravedad física del fenómeno se unió el olvido de la población a estos eventos recurrentes
- 28 de mayo de 2002 (22 años), a las 0.03 UTC-3, con 6,0 escala Richter (terremoto de La Rioja de 2002)[4]